# Szépvölgyi út
A Szépvölgyi út Budapest Újlak elnevezésű falusias részének főutcája, II. és III. kerületének határán húzódó forgalmas útvonal, amely legutolsó szakaszán, a Fenyőgyöngye Vendéglő elérésétől kezdve teljesen a II. kerület területén halad. A nevét adó Szép-völgyben kapaszkodik egyre magasabbra a Látó-hegy és a Hármashatár-hegy tömbjéhez tartozó kisebb kiemelkedések (Mátyás-hegy, Remete-hegy, Alsó-Kecske-hegy) között. Már az 1700-as évek legelején is út húzódott ugyanitt, amelynek neve is fennmaradt.

## Nyomvonala
Az Árpád fejedelem útjától indul, nagyjából nyugati irányban, lámpás csomópontból. Hasonló módon keresztezi a Lajos utcát, majd a Bécsi utat, elhalad a Kolosy tér épületei és buszfordulója mellett, majd nemsokára két újabb lámpás kereszteződése következik: előbb az Ürömi utca torkollik bele délkelet felől, majd a Pusztaszeri út ágazik ki belőle, hozzávetőlegesen déli irányba kiindulva. Itt az út vonalvezetése már inkább nyugat-északnyugati, így haladva ágazik ki belőle nem messze, északi irányba a Folyondár utca. Kezdőpontjától idáig Újlak városrészben halad.
A folytatásban az út eltér az eddig követett egyenes irányától és délnyugat felé ágazik ki, majd több kanyart is tesz; közben egyszer visszatér az eredeti irányhoz, majd ismét eltávolodik tőle. Ezen a szakaszon beletorkollik a Zöldmáli lejtő és kiágazik belőle – tulajdonképpen az itteni szakaszának folytatásaként – a Zöldlomb utca, maga a Szépvölgyi út pedig egy közel 90 fokos kanyarvétellel északnak fordul, és hamarosan visszaér az eredeti nyomvonalához. Ezt onnan is lehet tudni, hogy az eredeti irányának folytatásában – tehát az imént említett délnyugati kitérés és az itteni visszatorkollás között – is húzódik út, de az a Virág Benedek utca nevet viseli. A fentebb leírt szakaszon az út déli oldalának házai Zöldmál városrészhez tartoznak, északi oldala pedig az Óbuda hegyvidéke nevű városrész területéhez sorolódik.
Itt egy szakaszon a Szépvölgyi út északnyugati, sőt észak-északnyugati irányt követ, majd a Nyereg út keresztezését elhagyva, szelíd ívvel ismét nyugatibb irányt vesz; ezen a szakaszon Pálvölgy városrész északi határútjaként halad. Egy rövid szakaszon erdők közé ér, majd a Hármashatárhegyi út kiágazásánál egy kiteresedése van. Ez főleg buszfordulóként szolgál, de parkolási lehetőség is van itt; itt áll az 1930-as években alapított Fenyőgyöngye Vendéglő. A folytatásban már csak az északi oldalán vannak házak és üdülőtelkek – ez a környék a tulajdonképpeni Szépvölgy városrész –, a déli oldalán már csak erdők vannak. Az út az Újlaki-hegy déli lábainál kialakított parkolórendszernél ér véget.

## Története
A mai Szépvölgyi út helyén már 1702-ben is húzódott út, Weingart Strasse névvel, ez Újlak szőlőhegyére vezetett. Később a Mátyás-hegy után Mathiasberggassénak, vagy egyszerűen csak Mathiasgassénak nevezték. Az 1800-as évek kapcsán kapta – a völgy szépsége okán – a Schöntalgasse nevet, amelynek a jelenlegi név a tükörfordítása. 1909-ig csak az Újlaki rakparttól a külterület határáig tartott, akkor hosszabbították meg Pesthidegkút határvidékéig.

## Megközelítése
Az útnak gyakorlatilag a teljes hosszában végighalad a Kolosy térről indulva a Hármashatár-hegyre felkapaszkodó 65-ös busz – bár az utolsó, három megállónyi szakaszán, bizonyos időszakokban csak előre jelzett igény esetén –, amely így az út minden szakaszához kényelmes megközelítési lehetőséget kínál a város belsőbb részei felől. Hosszabb-rövidebb szakaszon a Kolosy térről induló egyéb buszjáratok (65A, 165), illetve a 29-es buszok is érintik. A 65-ös buszcsalád 1982 és 1991 között csúcsidőben a Szentendrei HÉV Szépvölgyi út megállóhelynél kialakított buszfordulóba is betért. (Ezt az Árpád fejedelem útjai torkolat felújítása során, 2019-ben bontották el.)

## Jelentősebb épületek, látnivalók az út mentén
- 1/c szám: Szrogh György építész egykori lakóháza, a ház falán emléktáblával
- 3/a szám: lakóház (Gerlóczy Gedeon, 1941), a ház falán Móra István író és költő emléktáblájával, aki egykor itt lakott
- 4/a szám: Kiss Manyi egykori lakóháza, a ház falán emléktáblával
- Bécsi út kereszteződésénél: Budapest–Újlak Sarlós Boldogasszony plébániatemplom
- 41. szám: 1998-ig a Mechanikai Mérőműszerek Gyára egyik központi telephelye működött itt.
- 46. szám (Ürömi utca 59.): Szépvölgyi úti körmeneti kápolna

Romantikus stílusú kis kápolna, indadíszes kapuzati kerettel, homlokzatán fatornyocskával. 1854-ben épült Knabe Ignác tervei alapján, a korábban körülbelül ugyanitt állt Tomaschätz-kápolna helyén. Oltárképét, melyen a segítő, vérehullató Szűz Mária látható, Beder Antal festette, 1838-ban.
- 50. szám: Daubner cukrászda
- 88/b szám: lakóépület (Fischer József, 1933-1934)
- A Szépvölgyi út, Virág Benedek utca és Pálvölgyi út által közrefogott kis, háromszögletű parkban: Szent Mihály arkangyal szobra
- 162. szám: Pál-völgyi-barlangrendszer főbejárata
- 155. szám: Fenyőgyöngye Vendéglő (1935)

## Az út az irodalomban
- Csukás István egyik, 1985-ben kiadott verseskötete az Orr-beszámoló a Szépvölgyi út 67-től a Kolosy térig címet viseli.
- Szamos Rudolf Kántor a nagyvárosban című, 1972-ben megjelent bűnügyi regényében az egyik központi helyszín egy olyan út, amely az Újlaki templomtól vezet a Hármashatár-hegy felé, ott közlekedik a hegyi buszjárat, és az erdők előtti legutolsó ház közelében – amely hajdan vadászház volt – egy hosszú, elfalazott, de bejárható barlang található. A regényben ugyan az út neve kitalált, Szemléri út névvel szerepel, ezzel egyértelművé téve, hogy a történet legalább részben fikció, de egyébként az ott leírt út más adatai teljesen egybevágnak a Szépvölgyi út paramétereivel.